# Mount Chadwick
Mount Chadwick ist ein 2440 m hoher Berg im ostantarktischen Viktorialand. Er ragt 4 km ostsüdöstlich des Mount Walton in der Gruppe der Outback-Nunatakker auf.
Der United States Geological Survey kartierte ihn anhand eigener Vermessungen und Luftaufnahmen der United States Navy aus den Jahren von 1959 bis 1964. Das Advisory Committee on Antarctic Names benannte ihn 1970 nach Dan M. Chadwick, Meteorologe auf der Amundsen-Scott-Südpolstation im Jahr 1968.